# Ефрем Миладинов
Ефрем Миладинов, наричан Криводолски или Криводлиев, е български революционер, щипски околийски войвода на Вътрешната македоно-одринска революционна организация.

## Биография
Миладинов е роден в щипското село Криви дол (или в съседното Сарчиево или в Сушево). Присъединява се към ВМОРО и влиза в терористичната група на ВМОРО в Щип заедно със Спиро Келеманов, Мите Кусото, Ване Балов, Кольо Гюрков, Моне Вратести, Моне Сомуниката, Стойче Голубов, Диле Църнийот и други. През април 1900 година е арестуван от властите и затворен в Скопския затвор заедно с братята си Гиго и Пеце. Освободен е в 1901 година.
При избухването на Балканската война в 1912 година Миладинов е доброволец в четата на Македоно-одринско опълчение, начело с Иван Бърльо, а по-късно е зачислен в Нестроевата рота на 15-а щипска дружина.
След окупацията на Вардарска Македония от Сърбия Миладинов участва във възстановяването на структурите на ВМОРО и през 1914-1915 г. е околийски войвода в Щипско, като и води редица сражения със сръбски полицейски и военни части. В края на март 1914 година се сражава при село Богословец и убива двама сръбски жандармеристи.
| Щипска чета на Ефрем Миладинов, 1914 година | Щипска чета на Ефрем Миладинов, 1914 година | Щипска чета на Ефрем Миладинов, 1914 година | Щипска чета на Ефрем Миладинов, 1914 година | Щипска чета на Ефрем Миладинов, 1914 година |
| Номер                                       | Име                                         | Селище                                      | Околия                                      | Забележка                                   |
| ------------------------------------------- | ------------------------------------------- | ------------------------------------------- | ------------------------------------------- | ------------------------------------------- |
| 1.                                          | Ефрем Миладинов                             | Криви дол                                   | Щипско                                      |                                             |
| 2.                                          | Дано Лазаров                                | Църнилище                                   | Светиниколско                               |                                             |
| 3.                                          | Алексо Зафиров                              | Църнилище                                   | Светиниколско                               |                                             |
| 4.                                          | Ване Стоянов                                | Църнилище                                   | Светиниколско                               |                                             |
| 5.                                          | Трайчо Донев                                | Църнилище                                   | Светиниколско                               |                                             |
| 6.                                          | Гиго Трайчов                                | Богословец                                  | Светиниколско                               |                                             |
| 7.                                          | Стефан Коцов                                | Богословец                                  | Светиниколско                               |                                             |
| 8.                                          | Симо Янев                                   | Богословец                                  | Светиниколско                               |                                             |
| 9.                                          | Добре Милев                                 | Мечкуевци                                   | Светиниколско                               |                                             |
| 10.                                         | Ване Донев                                  | Мечкуевци                                   | Светиниколско                               |                                             |
| 11.                                         | Диме Лазов                                  | Ново село                                   | Велешко                                     |                                             |
| 12.                                         | Цветко Спасов                               | Орашец                                      | Кумановско                                  |                                             |
| 13.                                         | Трайчо Костадинов                           | Живино                                      | Кумановско                                  |                                             |
| 14.                                         | Петър Донов                                 | Ново село                                   | Щипско                                      |                                             |
| 15.                                         | Йордан Санев                                | Ново село                                   | Щипско                                      |                                             |
| 16.                                         | Томе Наумов                                 | Чардаклия                                   | Щипско                                      |                                             |
| 17.                                         | Тодор Серсемов                              | Щип                                         | Щипско                                      |                                             |
| 18.                                         | Коце Йордев                                 | Карбинци                                    | Щипско                                      |                                             |
| 19.                                         | Петре Тасев                                 | Криви дол                                   | Щипско                                      |                                             |
| 20.                                         | Тано Манасков                               | Щип                                         | Щипско                                      |                                             |

През март 1915 година участва във Валандовската акция.
При намесата на България в Първата световна война четата на Бърльо става партизански взод към Партизанския отряд на Единадесета пехотна македонска дивизия. На 11 октомври 1915 година четата на старши подофицер Бърльов от 30 души и четата на Ефрем Миладинов заедно с местна милиция дават голямо сражение на настъпващи срещу Щип две сръбски роти, спират ги при село Драгоево и ги принуждават да отстъпят към Криволак.
Ефрем Миладинов загива в сражение със сръбски части в началото на войната при Дълбока река между Струмица и Радовиш.